# Döbrököz
Döbrököz là một thị trấn thuộc hạt Tolna, Hungary. Thị trấn này có diện tích 43,13 km², dân số năm 2010 là 1967 người, mật độ 46 người/km².